# Centralamerikansk aftonråtta
Centralamerikansk aftonråtta (Nyctomys sumichrasti) är en gnagare i familjen hamsterartade gnagare och den enda arten i sitt släkte.
Artpitetet i det vetenskapliga namnet hedrar naturforskaren François Sumichrast från Schweiz.

## Beskrivning
Individerna når en kroppslängd mellan 11 och 13 cm och därtill kommer en 9 till 16 cm lång svans. Vikten ligger mellan 40 och 60 gram. Den korta täta pälsen är på ovansidan ljusbrun till brun och på buken samt extremiteterna vitaktig. Öronen är bara glest täckta med hår och svansen har ibland en tofs vid slutet. Kring ögonen finns en svart ring.
Arten förekommer från södra Mexiko till Panama men saknas på Yucatánhalvön. Habitatet utgörs av skogar där gnagaren sällan vistas på marken. I bergstrakter lever gnagaren upp till 1 800 meter över havet.
Centralamerikansk aftonråtta bygger bon av kvistar och antas vara helt nattaktiv. Födan utgörs av frukter, frön och andra växtdelar.
Efter dräktigheten som varar 30 till 38 dagar föder honan vanligen tvillingar. Parningar sker troligen över hela året. En hona som observerades sju månader hade under tiden fem kullar. En individ i fångenskap blev lite över fem år gammal.
Enligt IUCN har arten ett större bestånd och har bra anpassningsförmåga. Därför listas den som livskraftig (LC).
Artens närmaste släkting är Yucatánråttan (Otonyctomys hatti). Tillsammans listas de under förbehåll till underfamiljen Tylomyinae.